# Pelecynotum cristatum
Pelecynotum cristatum är en insektsart som beskrevs av Piza Jr. 1967. Pelecynotum cristatum ingår i släktet Pelecynotum och familjen vårtbitare. Inga underarter finns listade i Catalogue of Life.